# Euroseries 3000 2009
La stagione 2009 della Euroseries 3000 parte il 16 maggio con un weekend di gare presso l'Autódromo Internacional do Algarve in Portogallo e termina all'Autodromo di Monza il 18 ottobre, dopo 13 gare. Venne annunciato che PartyPoker.com sarebbe stato lo sponsor della categoria per i prossimi tre anni.
La serie venne vinta dal pilota britannico Will Bratt. La serie fu l'ultima prima del cambio di denominazione in Auto GP.

## La pre-stagione

### Calendario
La prima versione del calendario venne presentata il 29 ottobre 2008 e prevedeva sette appuntamenti, con prima gara a Imola. Successivamente l'apertura del campionato venne spostata in Portogallo.
| Gara | Gara | Circuito                                     | Giri | Lunghezza | Data         |
| ---- | ---- | -------------------------------------------- | ---- | --------- | ------------ |
| 1    | G1   | Autódromo Internacional do Algarve, Portimão | 15   |           | 16 maggio    |
| 1    | G2   | Autódromo Internacional do Algarve, Portimão | 20   |           | 17 maggio    |
| 2    | G1   | Circuito di Magny-Cours                      | 16   |           | 27 giugno    |
| 2    | G2   | Circuito di Magny-Cours                      | 21   |           | 28 giugno    |
| 3    | G1   | Circuito di Zolder                           | 22   |           | 22 agosto    |
| 3    | G2   | Circuito di Zolder                           | 27   |           | 22 agosto    |
| 4    | G1   | Circuito Ricardo Tormo, Valencia             | 23   |           | 12 settembre |
| 4    | G2   | Circuito Ricardo Tormo, Valencia             | 18   |           | 13 settembre |
| 4    | G2   | Circuito Ricardo Tormo, Valencia             | 23   |           | 13 settembre |
| 5    | G1   | Autodromo Vallelunga                         | 18   |           | 20 settembre |
| 5    | G2   | Autodromo Vallelunga                         | 23   |           | 20 settembre |
| 6    | G1   | Autodromo Nazionale Monza                    | 13   |           | 17 ottobre   |
| 6    | G2   | Autodromo Nazionale Monza                    | 16   |           | 18 ottobre   |

- Con sfondo verde sono indicate le gare valide per il Campionato Italiano di Formula 3000.

### La vettura
In febbraio, gli organizzatori del campionato, la Coloni Motorsports hanno annunciato che le vetture utilizzate un tempo nell'A1 Grand Prix, le Lola B05/52, saranno introdotte al fine di sostituire le Lola B02/50, anche se per la stagione entrambi i telai potranno essere utilizzati.

### Test
| Data      | Circuito                                     | Pilota più rapido | Team       | Tempo    |
| --------- | -------------------------------------------- | ----------------- | ---------- | -------- |
| 13 maggio | Autódromo Internacional do Algarve, Portimão | Fabrizio Crestani | TP Formula | 1.33.424 |
| 14 maggio | Autódromo Internacional do Algarve, Portimão | Fabrizio Crestani | TP Formula | 1.32.476 |

## Piloti e team
| Team                                 | No. | Pilota               | Gare  |
| ------------------------------------ | --- | -------------------- | ----- |
| Team Lazarus                         | 1   | Michael Herck        | 1     |
| Team Lazarus                         | 1   | Michael Dalle Stelle | 2-3   |
| Team Lazarus                         | 2   | Diego Nunes          | 1     |
| TP Formula                           | 3   | Adam Khan            | Test  |
| TP Formula                           | 3   | Clivio Piccione      | 1     |
| TP Formula                           | 3   | Earl Bamber          | 2     |
| TP Formula                           | 3   | Fabrizio Crestani    |       |
| TP Formula                           | 4   | 1-3                  |       |
| FMS International Coloni Motorsport  | 5   | Rodolfo González     | Tutte |
| FMS International Coloni Motorsport  | 6   | Fabio Onidi          | Tutte |
| FMS International Coloni Motorsport  | 7   | Roldán Rodríguez     | 1     |
| FMS International Coloni Motorsport  | 7   | Ben Hanley           | 2     |
| FMS International Coloni Motorsport  | 7   | Marco Bonanomi       | 3-6   |
| Bull Racing                          | 8   | Marco Bonanomi       | 1-2   |
| Bull Racing                          | 9   | Juan Carlos Sistos   | 1-2   |
| EmiliodeVillota.com Motorsport       | 10  | Will Bratt           | Tutte |
| EmiliodeVillota.com Motorsport       | 11  | Fabrizio Crestani    | 4     |
| Teamcraft Motorsport Team Costa Rica | 12  | Pastor Maldonado     | 1     |
| Teamcraft Motorsport Team Costa Rica | 12  | Juan Carlos Sistos   | 3-5   |
| Teamcraft Motorsport Team Costa Rica | 14  | Raffaele Giammaria   | 1     |
| Teamcraft Motorsport Team Costa Rica | 14  | Ben Hanley           | 3, 5  |
| Teamcraft Motorsport Team Costa Rica | 14  | Matteo Cozzari       | 6     |
| Teamcraft Motorsport Team Costa Rica |     | Felipe Guimarães     | Test  |
| Emmebi Motorsport                    | 15  | Francesco Dracone    | 2-6   |
| Emmebi Motorsport                    | 16  | Edoardo Piscopo      | 4     |
| Emmebi Motorsport                    | 16  | Fabrizio Crestani    | 6     |
| Durango                              | 16  | Marcello Puglisi     | 2-3   |
| CMS Operations                       |     | Non partecipa        |       |
| Auto Sport Racing                    |     | Non partecipa        |       |

- Tutti utilizzano vetture Lola B05/52 con motore Zytek.

## Premi al vincitore
Come risultato della sponsorizzazione, il vincitore del campionato ottenne il sostegno economico per affrontare la stagione nella GP2 Series nel 2010. Inoltre parteciperà alla GP2 Asia Series 2009-2010 e ai test ufficiali previsti per il 23 e 24 ottobre, meno di una settimana dal termine della stagione di Euroseries.

## Riassunto della stagione

### Il calendario
Un weekend che avrebbe dovuto tenersi presso l'Autodromo Enzo e Dino Ferrari di Imola non è stato confermato. Il 22 luglio è stato cancellato l'evento che doveva tenersi sul Circuito di Donington, per tale ragione viene inserito un nuovo weekend di gare (ben 3) da disputarsi sul Circuito di Valencia il 12 e 13 settembre. Viene definitivamente esclusa la possibilità invece di correre a Imola.

### Il campionato
Il campionato viene vinto dal pilota britannico Will Bratt che chiude a 71 punti e 4 vittorie, così come Marco Bonanomi. Il britannico prevale per un maggior numero di secondi posti, 3 contro 2.

## Risultati e classifiche

### Risultati
| Gara | Gara | Circuito    | Tempo     | Velocità | Pole Position     | GPV               | Vincitore        | Team                           |
| ---- | ---- | ----------- | --------- | -------- | ----------------- | ----------------- | ---------------- | ------------------------------ |
| 1    | R1   | Portimão    | 23:55.522 |          | Marco Bonanomi    | Clivio Piccione   | Pastor Maldonado | Teamcraft Motorsport           |
| 1    | R2   | Portimão    | 31:41.842 |          |                   | Clivio Piccione   | Fabio Onidi      | FMS International              |
| 2    | R1   | Magny Cours | 23:44.331 |          | Fabrizio Crestani | Fabrizio Crestani | Marco Bonanomi   | Bull Racing                    |
| 2    | R2   | Magny Cours | 35:52.208 |          |                   | Fabio Onidi       | Ben Hanley       | FMS International              |
| 3    | R1   | Zolder      | 29:44.107 |          | Marco Bonanomi    | Rodolfo González  | Rodolfo González | Coloni Motorsport              |
| 3    | R2   | Zolder      | 40:37.571 |          |                   | Will Bratt        | Will Bratt       | EmiliodeVillota.com Motorsport |
| 4    | R1   | Valencia    | 33:12.171 |          | Will Bratt        | Fabio Onidi       | Will Bratt       | EmiliodeVillota.com Motorsport |
| 4    | R2   | Valencia    | 25:48.900 |          | Marco Bonanomi    | Marco Bonanomi    | Marco Bonanomi   | Coloni Motorsport              |
| 4    | R3   | Valencia    | 33:25.517 |          |                   | Marco Bonanomi    | Will Bratt       | EmiliodeVillota.com Motorsport |
| 5    | R1   | Vallelunga  | 25:52.545 |          | Will Bratt        | Will Bratt        | Marco Bonanomi   | Coloni Motorsport              |
| 5    | R2   | Vallelunga  | 35:09.163 |          |                   | Fabrizio Crestani | Fabio Onidi      | Coloni Motorsport              |
| 6    | R1   | Monza       | 21:18.982 |          | Rodolfo González  | Will Bratt        | Will Bratt       | EmiliodeVillota.com Motorsport |
| 6    | R2   | Monza       | 26:26.134 |          |                   | Marco Bonanomi    | Marco Bonanomi   | Coloni Motorsport              |

- Con sfondo verde le gare valide per il Campionato Italiano di Formula 3000.

### Classifica piloti
Vengono assegnati punti secondo lo schema seguente:
| Sistema di punteggio | Sistema di punteggio | Sistema di punteggio | Sistema di punteggio | Sistema di punteggio | Sistema di punteggio | Sistema di punteggio | Sistema di punteggio | Sistema di punteggio | Sistema di punteggio | Sistema di punteggio |
| Posizione            | 1°                   | 2°                   | 3°                   | 4°                   | 5°                   | 6°                   | 7°                   | 8°                   | Pole                 | GPV                  |
| -------------------- | -------------------- | -------------------- | -------------------- | -------------------- | -------------------- | -------------------- | -------------------- | -------------------- | -------------------- | -------------------- |
| Gara 1               | 10                   | 8                    | 6                    | 5                    | 4                    | 3                    | 2                    | 1                    | 1                    | 1                    |
| Gara 2               | 6                    | 5                    | 4                    | 3                    | 2                    | 1                    |                      |                      |                      | 1                    |

La griglia di partenza di gara 2 è determinata sulla base della classifica di gara 1. I primi otto vengono determinati con inversione di classifica. Chi parte in pole in gara 2 non ottiene il punto bonus.
| Pos | Pilota               | ALG | ALG | MAG | MAG | ZOL | ZOL | VLC | VLC | VLC | VAL | VAL | MON | MON | Punti |
| --- | -------------------- | --- | --- | --- | --- | --- | --- | --- | --- | --- | --- | --- | --- | --- | ----- |
| 1   | Will Bratt           | 8   | 2   | 3   | 7   | 8   | 1   | 1   | 5   | 1   | 2   | 3   | 1   | 2   | 71    |
| 2   | Marco Bonanomi       | 2   | 9   | 1   | 5   | 2   | 5   | Rit | 1   | 5   | 1   | 6   | 3   | 1   | 71    |
| 3   | Fabio Onidi          | 7   | 1   | 5   | 2   | 4   | 2   | 2   | 2   | 3   | 3   | 1   | Rit | 4   | 64    |
| 4   | Fabrizio Crestani    | 3   | 3   | 2   | Rit | 5   | 3   | 3   | 3   | 6   | 4   | 5   | 4   | NP  | 54    |
| 5   | Rodolfo González     | Rit | 11  | 10  | 6   | 1   | 6   | 5   | 4   | 4   | 8   | 2   | 2   | 3   | 44    |
| 6   | Ben Hanley           |     |     | 6   | 1   | 3   | 4   |     |     |     | 5   | Rit |     |     | 22    |
| 7   | Francesco Dracone    |     |     | Rit | 8   | 7   | 7   | 7   | 6   | Rit | 7   | 7   | 5   | 5   | 15    |
| 8   | Juan Carlos Sistos   | Rit | 8   | 9   | Rit | 6   | Rit | 6   | 7   | 7   | 6   | 4   | NC  | Rit | 14    |
| 9   | Edoardo Piscopo      |     |     |     |     |     |     | 4   | 8   | 2   |     |     |     |     | 11    |
| 10  | Pastor Maldonado     | 1   | 10  |     |     |     |     |     |     |     |     |     |     |     | 10    |
| 11  | Earl Bamber          |     |     | 4   | 4   |     |     |     |     |     |     |     |     |     | 8     |
| 12  | Clivio Piccione      | 6   | 4   |     |     |     |     |     |     |     |     |     |     |     | 8     |
| 13  | Marcello Puglisi     |     |     | 7   | 3   |     |     |     |     |     |     |     |     |     | 6     |
| 14  | Michael Herck        | 5   | 5   |     |     |     |     |     |     |     |     |     |     |     | 6     |
| 15  | Diego Nunes          | 4   | 7   |     |     |     |     |     |     |     |     |     |     |     | 5     |
| 16  | Matteo Cozzari       |     |     |     |     |     |     |     |     |     |     |     | 6   | 6   | 4     |
| 17  | Roldán Rodríguez     | Rit | 6   |     |     |     |     |     |     |     |     |     |     |     | 1     |
| 18  | Michael Dalle Stelle |     |     | 8   | Rit |     |     |     |     |     |     |     |     |     | 1     |
| Pos | Pilota               | ALG | ALG | MAG | MAG | ZOL | ZOL | VLC | VLC | VLC | VAL | VAL | MON | MON | Punti |

| Colore  | Risultato             |
| ------- | --------------------- |
| Oro     | Vincitore             |
| Argento | 2º posto              |
| Bronzo  | 3º posto              |
| Verde   | Finito a punti        |
| Blu     | Finito senza punti    |
| Viola   | Ritirato (Rit)        |
| Viola   | Non classificato (NC) |
| Rosso   | Non qualificato (NQ)  |
| Nero    | Squalificato (SQ)     |
| Bianco  | Non partito (NP)      |
| Bianco  | Non ha gareggiato     |
| Bianco  | Infortunato (INF)     |
| Bianco  | Escluso (ES)          |
| Bianco  | Gara cancellata (C)   |

### Campionato italiano di F3000
| Pos | Pilota             | VLC 1 | VLC 2 | VLC 3 | VLG FEA | VAL SPR | MON FEA | MON SPR | Punti |
| --- | ------------------ | ----- | ----- | ----- | ------- | ------- | ------- | ------- | ----- |
| 1   | Will Bratt         | 1     | 5     | 1     | 2       | 3       | 1       | 2       | 51    |
| 2   | Marco Bonanomi     | Rit   | 1     | 5     | 1       | 6       | 3       | 1       | 39    |
| 3   | Fabio Onidi        | 2     | 2     | 3     | 3       | 1       | Rit     | 4       | 36    |
| 4   | Rodolfo González   | 5     | 4     | 4     | 8       | 2       | 2       | 3       | 31    |
| 5   | Fabrizio Crestani  | 3     | 3     | 6     | 4       | 5       | 4       | NP      | 26    |
| 6   | Francesco Dracone  | 7     | 6     | Rit   | 7       | 7       | 5       | 5       | 13    |
| 7   | Edoardo Piscopo    | 4     | 8     | 2     |         |         |         |         | 11    |
| 8   | Juan Carlos Sistos | 6     | 7     | 7     | 6       | 4       | NC      | Rit     | 11    |
| 9   | Ben Hanley         |       |       |       | 5       | Rit     |         |         | 4     |
| 10  | Matteo Cozzari     |       |       |       |         |         | 6       | 6       | 4     |
| Pos | Pilota             | VLC 1 | VLC 2 | VLC 3 | VAL FEA | VAL SPR | MON FEA | MON SPR | Punti |

| Colore  | Risultato             |
| ------- | --------------------- |
| Oro     | Vincitore             |
| Argento | 2º posto              |
| Bronzo  | 3º posto              |
| Verde   | Finito a punti        |
| Blu     | Finito senza punti    |
| Viola   | Ritirato (Rit)        |
| Viola   | Non classificato (NC) |
| Rosso   | Non qualificato (NQ)  |
| Nero    | Squalificato (SQ)     |
| Bianco  | Non partito (NP)      |
| Bianco  | Non ha gareggiato     |
| Bianco  | Infortunato (INF)     |
| Bianco  | Escluso (ES)          |
| Bianco  | Gara cancellata (C)   |

### Classifica scuderie
| Pos | Team                                | ALG | ALG | MAG | MAG | ZOL | ZOL | VLC | VLC | VLC | VAL | VAL | MON | MON | Punti |
| --- | ----------------------------------- | --- | --- | --- | --- | --- | --- | --- | --- | --- | --- | --- | --- | --- | ----- |
| 1   | FMS International Coloni Motorsport | 7   | 1   | 5   | 2   | 1   | 2   | 5   | 2   | 4   | 3   | 2   | 2   | 3   | 150   |
| 1   | FMS International Coloni Motorsport | Rit | 6   | 6   | 1   | 2   | 5   | 2   | 1   | 3   | 1   | 1   | 3   | 1   | 150   |
| 2   | EmiliodeVillota.com Motorsport      | 8   | 2   | 3   | 7   | 8   | 1   | 1   | 5   | 1   | 2   | 3   | 1   | 2   | 84    |
| 2   | EmiliodeVillota.com Motorsport      |     |     |     |     |     |     | 3   | 3   | 6   |     |     |     |     | 84    |
| 3   | TP Formula                          | 6   | 4   | 4   | 4   |     |     |     |     |     |     |     |     |     | 52    |
| 3   | TP Formula                          | 3   | 3   | 2   | Rit | 5   | 3   |     |     |     | 4   | 5   |     |     | 52    |
| 4   | Emmebi Motorsport                   |     |     | Rit | 8   | 7   | 7   | 7   | 6   | Rit | 7   | 7   | 5   | 5   | 31    |
| 4   | Emmebi Motorsport                   |     |     |     |     |     |     | 4   | 8   | 2   |     |     | 4   | NP  | 31    |
| 5   | Team Costa Rica                     |     |     |     |     | 6   | Rit | 6   | 7   | 7   | 6   | 4   | NC  | Rit | 31    |
| 5   | Team Costa Rica                     |     |     |     |     | 3   | 4   |     |     |     | 5   | Rit | 6   | 6   | 31    |
| 6   | Bull Racing                         | 2   | 9   | 1   | 5   |     |     |     |     |     |     |     |     |     | 21    |
| 6   | Bull Racing                         | Rit | 8   | 9   | Rit |     |     |     |     |     |     |     |     |     | 21    |
| 7   | Team Lazarus                        | 5   | 5   | 8   | Rit |     |     |     |     |     |     |     |     |     | 12    |
| 7   | Team Lazarus                        | 4   | 7   |     |     |     |     |     |     |     |     |     |     |     | 12    |
| 8   | Teamcraft Motorsport                | 1   | 10  |     |     |     |     |     |     |     |     |     |     |     | 10    |
| 9   | Durango                             |     |     | 7   | 3   |     |     |     |     |     |     |     |     |     | 6     |
| Pos | Team                                | ALG | ALG | MAG | MAG | ZOL | ZOL | VLC | VLC | VLC | VAL | VAL | MON | MON | Punti |

| Colore  | Risultato             |
| ------- | --------------------- |
| Oro     | Vincitore             |
| Argento | 2º posto              |
| Bronzo  | 3º posto              |
| Verde   | Finito a punti        |
| Blu     | Finito senza punti    |
| Viola   | Ritirato (Rit)        |
| Viola   | Non classificato (NC) |
| Rosso   | Non qualificato (NQ)  |
| Nero    | Squalificato (SQ)     |
| Bianco  | Non partito (NP)      |
| Bianco  | Non ha gareggiato     |
| Bianco  | Infortunato (INF)     |
| Bianco  | Escluso (ES)          |
| Bianco  | Gara cancellata (C)   |